# Patrick McCormick
Patrick McCormick (* 20. Jahrhundert) ist ein australischer Filmproduzent.
McCormick war 1978 an Innenleben als Produktionsassistent beteiligt und war ab den frühen 1980er Jahren im Bereich der Filmproduktionsleitung tätig. Ebenfalls seit den 1980er Jahren tritt er auch als eigenständiger Filmproduzent und als Ausführender Produzent in Erscheinung. 1982 erhielt er einen Daytime Emmy Award.
Gemeinsam mit dem übrigen Produktionsteam wurde McCormick für Elvis (2022) für den Oscar in der Kategorie Bester Film nominiert, ebenso bei den British Academy Film Awards 2023. 2022 gewannen sie einen AACTA Award. 

## Filmografie (Auswahl)
- 1988: Last Rites
- 1990: Mord mit System (A Shock to the System)
- 1994: Angie
- 2001: Banditen! (Bandits)
- 2003: Peter Pan
- 2013: Jack and the Giants
- 2015: Mortdecai – Der Teilzeitgauner (Mortdecai)
- 2015: Black Mass
- 2022: Elvis
- 2024: Dune: Part Two